# 突袭亚历山大港 (1941年)
亚历山大港突袭行动于1941年12月19日由第十突击舰队（Decima Flottiglia MAS）的意大利皇家海军蛙人执行，他们使用载人鱼雷袭击并癱瘓了埃及亚历山大港的两艘英國皇家海军战列舰，使意大利艦隊從英國艦隊手中奪回了地中海的制海權。

## 背景
12 月 3 日，由朱尼奧·瓦雷里奧·博爾蓋塞中尉指挥的意大利皇家海军潜艇“Italian submarine”号携带三枚载人鱼雷离开拉斯佩齐亚海军基地，这些鱼雷被意大利人昵称为maiali （猪）。 在爱琴海的莱罗斯岛，这艘潜艇秘密地招募了六名船员： Luigi Durand de la Penne和 Emilio Bianchi、 Vincenzo Martellotta、Mario Marino、Antonio Marceglia和Spartaco Schergat 。 

## 袭击
12 月 19 日， Scirè——深度15米（49英尺） — 从亚历山大商业港口發射了载人鱼雷1.3 mi（1.1 nmi；2.1 km）， 当英国人打开防御工事让他们的三艘驱逐舰通过时，他们进入了海军基地。 de la Penne 和他的船员 Emilio Bianchi 就首先遇到了很多困难，两名蛙人不得不手动推动引擎停止了的鱼雷；然后 Bianchi 由于氧气供应不足不得不浮出水面，因此de la Penne 不得不独自将鱼雷推到英勇號所在的位置。在那里，他成功地将定时炸弹放置在战列舰的船体下方。任务完成时这支部队因队员Bianchi受伤而被迫浮出水面，导致他们被英軍发现并被俘虏。 
被俘虏后，第十突击舰队的队员们都拒绝透露情报，他们被关在英勇號上的一个隔间里，巧合的是隔间就在放置炸弹的地方上方。爆炸发生前 15 分钟，德拉彭内要求与英勇號船長查爾斯·摩根会面已告诉他英勇號即将发生爆炸，但遭到船员的拒绝并被送回了隔间。当炸弹在他们下方爆炸时，两人幸运都没有因爆炸而受重伤，de la Penne 仅因船链而头部受轻伤。 
同时，Marceglia和Schergat将他们的设备安在战列舰伊利沙伯女皇號下方五英尺处的龙骨。他们于凌晨04:30分成功离开港区，冒充法国水手穿过亚历山大港。两天后，他们在羅塞塔等待Scirè营救时被埃及警方抓获并移交给英国人。 
Martellotta和Marino计划攻击一艘据称停泊在亚历山大港的航空母舰，但在经过一段时间后，他们决定攻击一艘大型油轮，容積總噸为 7,554 的挪威油轮 。 02 点 55 分，马里诺在油轮船尾放置了炸弹。两名蛙人都曾设法躲开敌人的搜查但最终仍在埃及警方检查站被捕。 
最后，隶属于第十突击舰队的蛙人均被俘虏，在这次行动中，他们成功地严重损坏了伊丽莎白女皇号和英勇号，并分别使其在船坞大修了九个月和六个月。 伊利沙伯女皇號的八名船员遇难。  挪威油轮的船尾部分和与她一起加油的的驱逐舰傑維斯號則严重受损。两艘主力舰虽均未沉没，但也因此数月无法参加行动。  

## 后果
英勇号于12月21日被拖到海军部5号浮船坞进行临时维修，并在亚历山大港进行维修，直到1942年4月她驶往德班。到8月，她与B舰队一起在非洲外海进行东非保卫战和马达加斯加战役。 
伊丽莎白女王号一直在亚历山大港的干船坞进行临时维修，直到6月下旬，她才启航前往美国进行改装和维修，并于次年6月结束。改装在英国完成。 
到1月底，傑維斯號已修复并再次运行。  挪威油轮被拖回英国，直到1946年才完成维修。